# Championnat de Côte d'Ivoire de football 2007
Navigation
Saison précédente Saison suivante
La saison 2007 du Championnat de Côte d'Ivoire de football était la 49e édition de la première division ivoirienne. Le championnat oppose les 14 meilleures équipes du pays, rassemblées au sein d'une poule unique où les clubs affrontent 2 fois tous leurs adversaires, à domicile et à l'extérieur.
C'est l'Africa Sports, qui met fin au "règne" de l'ASEC Mimosas, champion depuis 7 saisons et qui termine en tête et remporte son 15e titre de champion de Côte d'Ivoire.

## Les 14 clubs participants
| - ASEC Abidjan - Lagoké Football Club - Promu de Division 2 - Stade d'Abidjan - Issia Wazi - Société Omnisports de l'Armée - Promu de Division 2 - Sporting Club de Gagnoa - Séwé Sports de San-Pédro | - Sabé Sports de Bouna - Denguelé Sports d'Odienné - ES Bingerville - Africa Sports - Stella Club d'Adjamé - Réveil Club de Daloa - Jeunesse Club d'Abidjan |

## Compétition
Le barème utilisé pour le classement est le suivant :
- Victoire : 3 points
- Match nul : 1 point
- Défaite, abandon ou forfait : 0 point

### Classement
| Rang | Équipe                          | Pts | J  | G  | N  | P  | Bp | Bc | Diff |
| ---- | ------------------------------- | --- | -- | -- | -- | -- | -- | -- | ---- |
| 1    | Africa Sports                   | 56  | 26 | 16 | 8  | 2  | 36 | 12 | +24  |
| 2    | ASEC Abidjan T C                | 52  | 26 | 14 | 10 | 2  | 38 | 17 | +21  |
| 3    | ES Bingerville                  | 38  | 26 | 11 | 5  | 10 | 33 | 28 | +5   |
| 4    | Denguelé Sports d'Odienné       | 36  | 26 | 9  | 9  | 8  | 23 | 23 | 0    |
| 5    | Réveil Club de Daloa            | 36  | 26 | 9  | 9  | 8  | 22 | 25 | -3   |
| 6    | Société Omnisports de l'Armée P | 35  | 26 | 9  | 8  | 9  | 29 | 26 | +3   |
| 7    | Sabé Sports de Bouna            | 35  | 26 | 9  | 8  | 9  | 24 | 21 | +3   |
| 8    | Jeunesse Club d'Abidjan         | 34  | 26 | 8  | 10 | 8  | 27 | 32 | -5   |
| 9    | Stella Club d'Adjamé            | 32  | 26 | 7  | 11 | 8  | 24 | 27 | -3   |
| 10   | Stade d'Abidjan                 | 32  | 26 | 9  | 5  | 12 | 24 | 28 | -4   |
| 11   | Issia Wazi                      | 31  | 26 | 7  | 10 | 9  | 23 | 28 | -5   |
| 12   | Sporting Club de Gagnoa         | 28  | 26 | 6  | 10 | 10 | 28 | 35 | -7   |
| 13   | Séwé Sports de San-Pédro        | 28  | 26 | 7  | 7  | 12 | 24 | 31 | -7   |
| 14   | Lagoké Football Club P          | 14  | 26 | 2  | 8  | 16 | 13 | 35 | -22  |

|  | Qualifié pour la Ligue des champions de la CAF 2008 |
|  | Qualifié pour la Coupe de la CAF 2008               |
|  | Relégation en Division 2                            |

## Bilan de la saison
| Tableau d'Honneur                                                    |               |
| Compétition                                                          | Vainqueur     |
| Championnat de Côte d'Ivoire de football                             | Africa Sports |
| Coupe de Côte d'Ivoire de football                                   | ASEC Abidjan  |
| Supercoupe de Côte d'Ivoire de football Coupe Félix Houphouët-Boigny | ASEC Abidjan  |

| Qualifications continentales 2008  |                                          |
| Compétition                        | Qualifié                                 |
| Ligue des champions de la CAF 2008 | Africa Sports ASEC Abidjan               |
| Coupe de la CAF 2008               | ES Bingerville Denguelé Sports d'Odienné |

| Promotions et relégations |                                               |
| Relégués en 2e division   | Séwé Sports de San-Pédro Lagoké Football Club |
| Promus en 1re division    | USC Bassam ASC Ouragahio                      |